# Praterie, savane e macchie tropicali e subtropicali

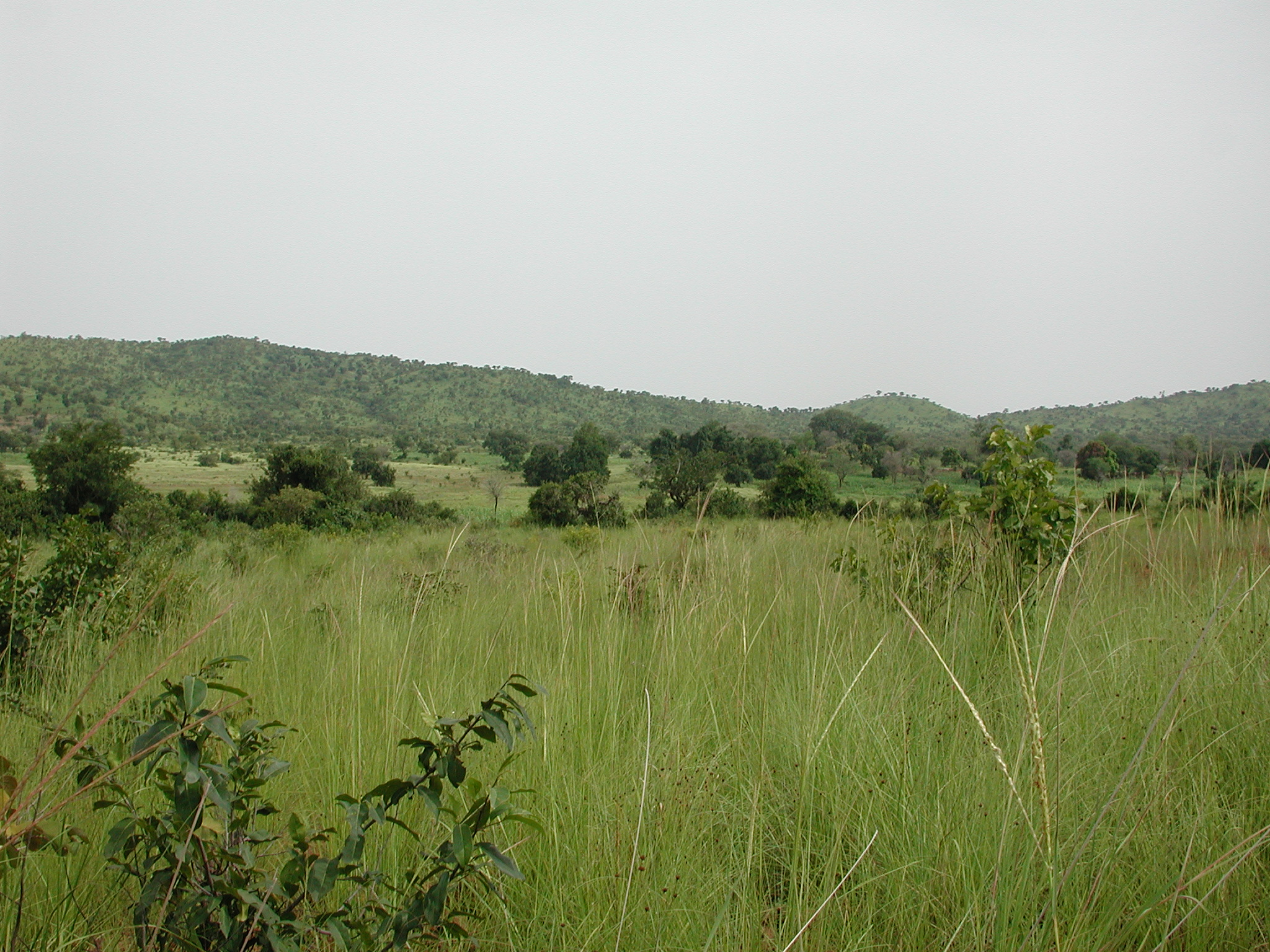
Savana saheliana, in Burkina Faso

Le praterie, savane e macchie tropicali e subtropicali sono biomi localizzati in regioni di clima da semi-arido a semi-umido alle latitudini subtropicali e tropicali. Il WWF le considera uno dei 14 grandi gruppi o habitat principali in cui sono state divise le terre emerse. 

## Descrizione
Le praterie sono dominate dalle erbe e da altre piante erbacee. Le savane sono praterie con alberi sparsi. La macchia è dominata da arbusti legnosi o erbacei.
Le precipitazioni in questo bioma sono comprese tra i 500 e i 1.300 millimetri all'anno, e possono avere un carattere fortemente stagionale, con periodi ridotti anche a poche settimane durante le quali si concentra la quasi totalità delle precipitazioni.

## Distribuzione
Le praterie, savane e macchie tropicali e subtropicali sono presenti in tutti i continenti, con l'eccezione dell'Antartico. Sono estremamente diffuse in Africa, e si trovano anche in tutta l'Asia meridionale, la parte settentrionale dell'America meridionale, in Australia e nella parte meridionale degli Stati Uniti d'America.

## Ecoregioni
Il bioma comprende le seguenti ecoregioni terrestri:
| Ecozona       | Ecoregione                                                   | Codice WWF | Paesi |
| ------------- | ------------------------------------------------------------ | ---------- | --- |
| Afrotropicale | Boschi di miombo angolani                                    | AT00701    | Angola, Repubblica Democratica del Congo                                                                                 |
| Afrotropicale | Boschi di mopane angolani                                    | AT0702     | Angola, Namibia |
| Afrotropicale | Sterpaglia e praterie di Ascensione                          | AT0703     | Isola di Ascensione |
| Afrotropicale | Boschi di miombo dello Zambesi centrale                      | AT0704     | Angola, Burundi, Malawi, Repubblica Democratica del Congo, Tanzania, Zambia                                              |
| Afrotropicale | Savana sudanese orientale                                    | AT0705     | Camerun, Repubblica Centrafricana, Ciad, Repubblica Democratica del Congo, Eritrea, Etiopia Sudan, Sudan del Sud, Uganda |
| Afrotropicale | Boschi di miombo orientali                                   | AT0706     | Malawi, Mozambico, Tanzania                                                                                              |
| Afrotropicale | Mosaico di foresta e savana della Guinea                     | AT0707     | Benin, Burkina Faso, Camerun, Costa d'Avorio, Gambia, Ghana, Guinea, Guinea-Bissau, Nigeria, Senegal, Togo               |
| Afrotropicale | Macchia di Itigi-Sumbu                                       | AT0708     | Repubblica Democratica del Congo, Tanzania, Zambia                                                                       |
| Afrotropicale | Boschi di Acacia-Baikiaea del Kalahari                       | AT0709     | Botswana, Namibia, Sudafrica, Zimbabwe                                                                                   |
| Afrotropicale | Mosaico dei monti Mandara                                    | AT0710     | Camerun, Nigeria |
| Afrotropicale | Boscaglia e macchia di Acacia-Commiphora settentrionale      | AT0711     | Etiopia, Kenya, Sudan del Sud, Uganda                                                                                    |
| Afrotropicale | Mosaico di foresta e savana congolese settentrionale         | AT0712     | Camerun, Repubblica Centrafricana, Repubblica Democratica del Congo, Sudan del Sud, Uganda                               |
| Afrotropicale | Savana ad acacia del Sahel                                   | AT0713     | Burkina Faso, Camerun, Ciad, Eritrea, Etiopia, Mali, Mauritania, Niger, Nigeria, Senegal, Sudan, Sudan del Sud           |
| Afrotropicale | Praterie vulcaniche del Serengeti                            | AT0714     | Tanzania |
| Afrotropicale | Boscaglia e macchia di Acacia-Commiphora somala              | AT0715     | Eritrea, Etiopia, Kenya, Somalia                                                                                         |
| Afrotropicale | Boscaglia e macchia di Acacia-Commiphora meridionale         | AT0716     | Kenya, Tanzania, Uganda                                                                                                  |
| Afrotropicale | Boscaglia aperta dell'altopiano sudafricano                  | AT0717     | Botswana, Mozambico, Sudafrica, Zimbabwe                                                                                 |
| Afrotropicale | Mosaico di foresta e savana congolese meridionale            | AT0718     | Angola, Repubblica Democratica del Congo                                                                                 |
| Afrotropicale | Boschi di miombo meridionali                                 | AT0719     | Malawi, Mozambico, Zambia, Zimbabwe                                                                                      |
| Afrotropicale | Sterpaglia e boschi di Sant'Elena                            | AT0720     | Isola di Sant’Elena |
| Afrotropicale | Mosaico di foresta e savana del bacino del lago Vittoria     | AT0721     | Burundi, Etiopia, Kenya, Ruanda, Sudan del Sud, Tanzania, Uganda                                                         |
| Afrotropicale | Savana sudanese occidentale                                  | AT0722     | Benin, Burkina Faso, Costa d'Avorio, Gambia, Ghana, Guinea, Niger, Nigeria, Senegal, Togo                                |
| Afrotropicale | Mosaico di foresta e savana del bacino occidentale del Congo | AT0723     | Angola, Repubblica del Congo, Repubblica Democratica del Congo, Gabon                                                    |
| Afrotropicale | Prateria dello Zambesi occidentale                           | AT0724     | Angola, Zambia |
| Afrotropicale | Savana alberata a mopane dello Zambesi                       | AT07125    | Angola, Zambia |
| Afrotropicale | Boschi di Baikiaea dello Zambesi                             | AT0726     | Angola, Botswana, Namibia, Zambia, Zimbabwe                                                                              |
| Indomalese    | Savane e praterie del Terai-Duar                             | IM0701     | Bhutan, India, Nepal |
| Neartica      | Prateria costiera occidentale del golfo del Messico          | NA0701     | Messico, Stati Uniti d'America                                                                                           |
| Neotropicale  | Chaco arido                                                  | NT0701     | Argentina |
| Neotropicale  | Savana del Benì                                              | NT0702     | Bolivia |
| Neotropicale  | Savana montana dei Campos Rupestres                          | NT0703     | Brasile |
| Neotropicale  | Cerrado                                                      | NT0704     | Bolivia, Brasile, Paraguay                                                                                               |
| Neotropicale  | Arbusti e praterie dell’isola Clipperton                     | NT0705     | Francia |
| Neotropicale  | Savana montana di Cordoba                                    | NT0706     | Argentina |
| Neotropicale  | Savana guyanese                                              | NT0707     | Brasile, Guyana, Suriname, Venezuela                                                                                     |
| Neotropicale  | Chaco umido                                                  | NT0708     | Argentina, Brasile, Paraguay                                                                                             |
| Neotropicale  | Llanos                                                       | NT0709     | Colombia, Venezuela |
| Neotropicale  | Savana dell'Uruguay                                          | NT0710     | Uruguay |
| Oceanica      | Arbusteto alto delle Hawaii                                  | OC0701     | Stati Uniti d'America |
| Oceanica      | Arbusteto basso tropicale delle Hawaii                       | OC0702     | Stati Uniti d'America |
| Oceanica      | Sterpaglia nordoccidentale delle Hawaii                      | OC0703     | Stati Uniti d'America |
| Australasiana | Savana tropicale della terra di Arnhem                       | AA0701     | Australia |
| Australasiana | Savana tropicale di Brigalow                                 | AA0702     | Australia |
| Australasiana | Savana tropicale della penisola di capo York                 | AA0703     | Australia |
| Australasiana | Savana tropicale di Carpentaria                              | AA0704     | Australia |
| Australasiana | Savana dell'altipiano di Einasleigh                          | AA0705     | Australia |
| Australasiana | Savana tropicale del Kimberly                                | AA0706     | Australia |
| Australasiana | Praterie di Astrebla                                         | AA0707     | Australia |
| Australasiana | Savana e praterie del fiume Fly                              | AA0708     | Indonesia, Papua Nuova Guinea                                                                                            |
| Australasiana | Savana tropicale di pianura del Victoria                     | AA0709     | Australia |

## Galleria d'immagini

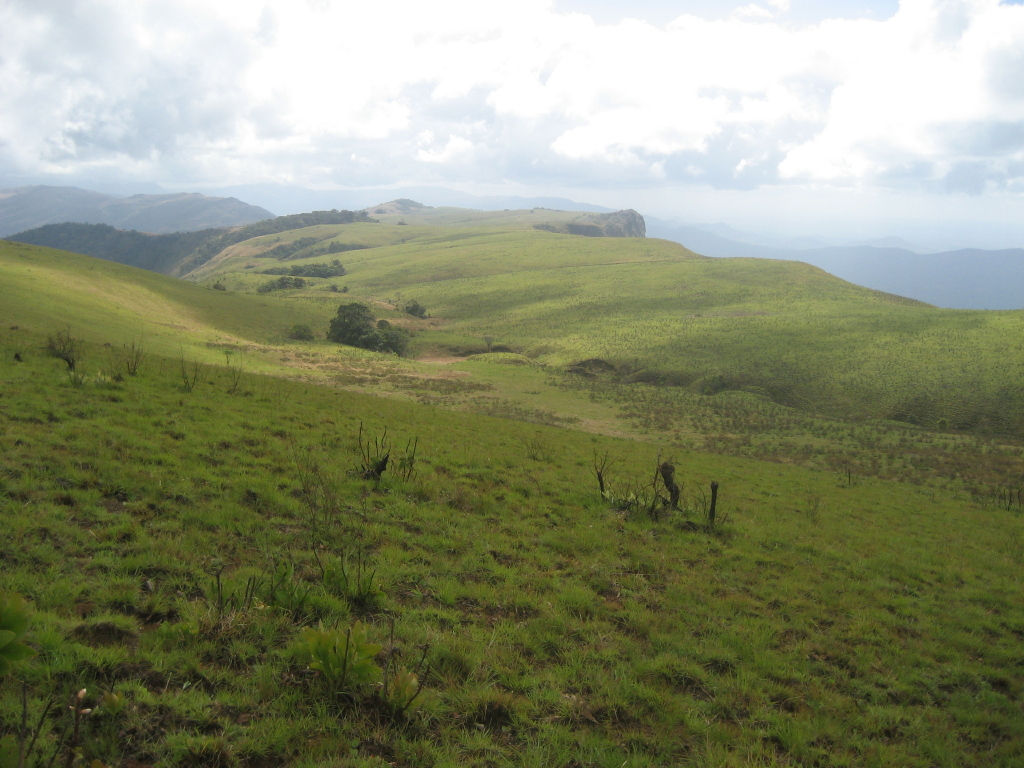
Le colline di Pandagoma, nella provincia di Manica in Mozambico
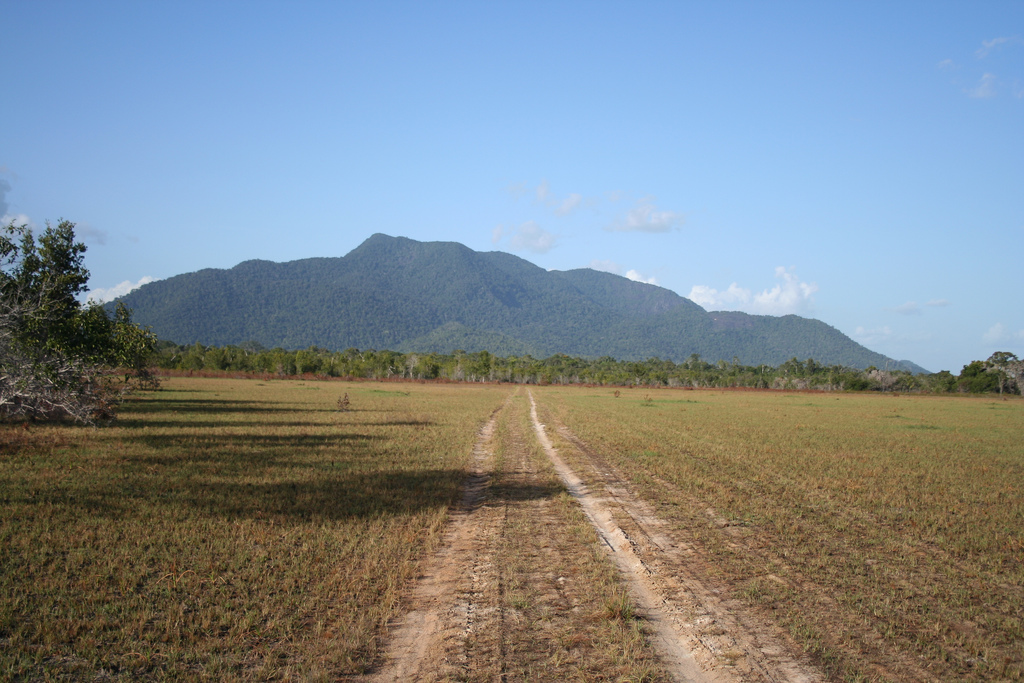
La savana di Rupununi, in Guyana
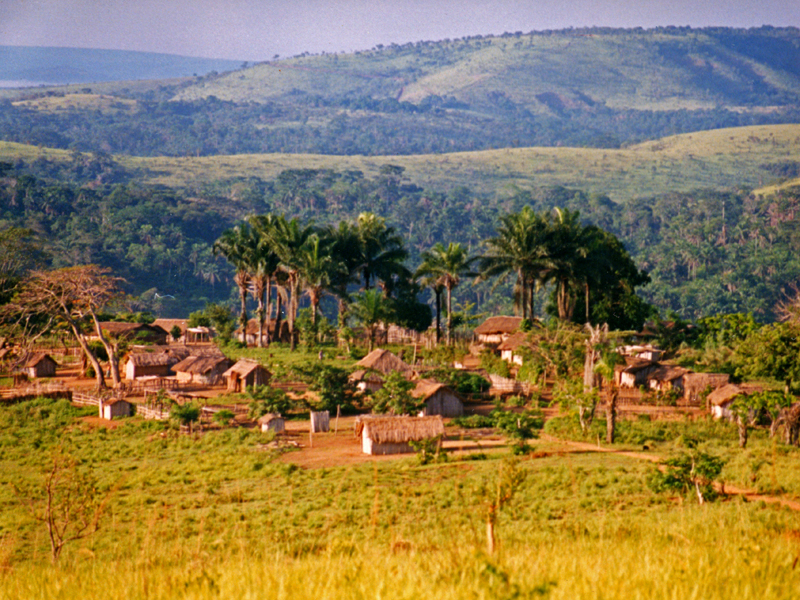
Tipico villaggio nella savana di Bandundu in Repubblica Democratica del Congo
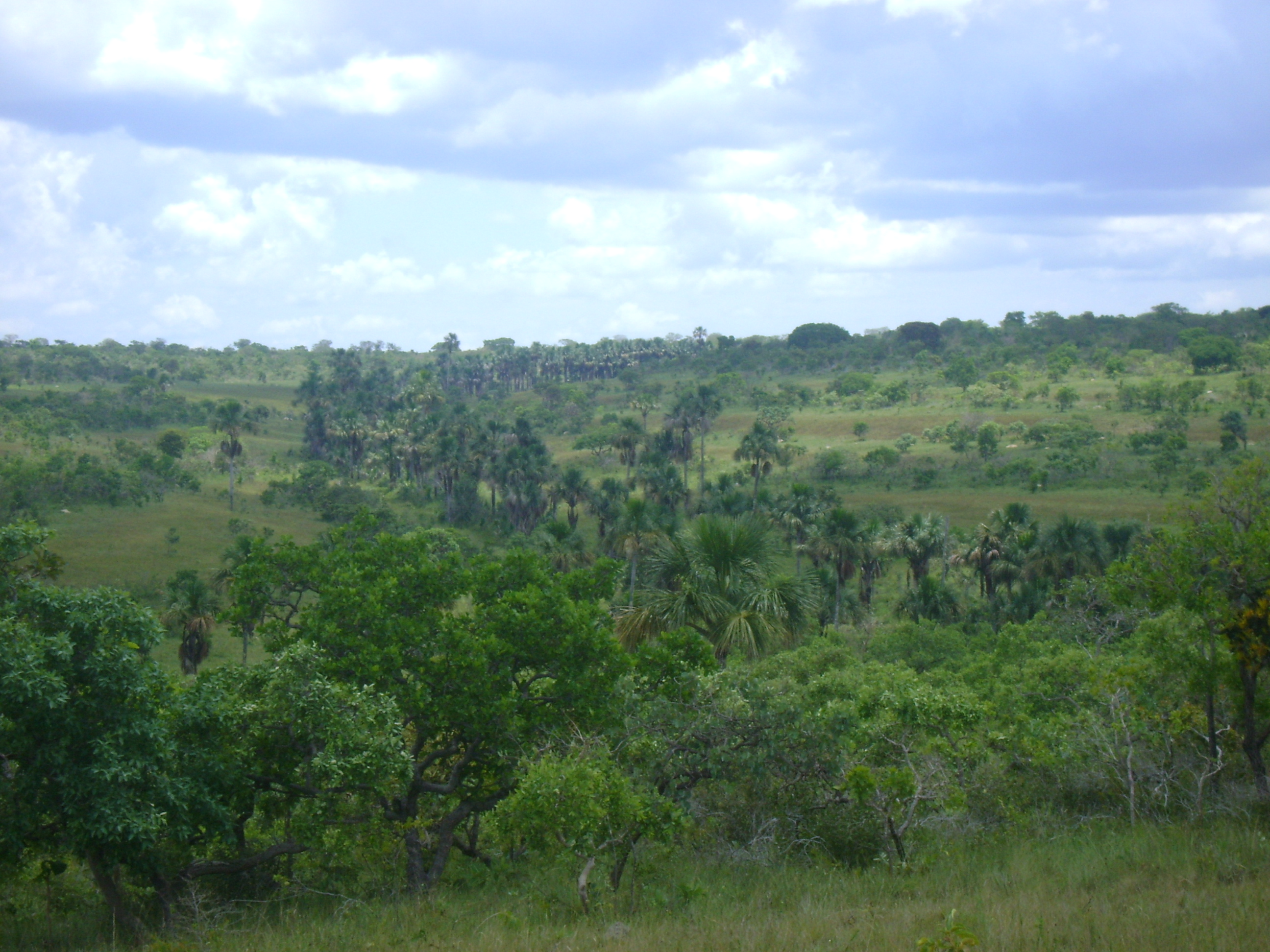
Cerrado brasiliano nel Minas Gerais
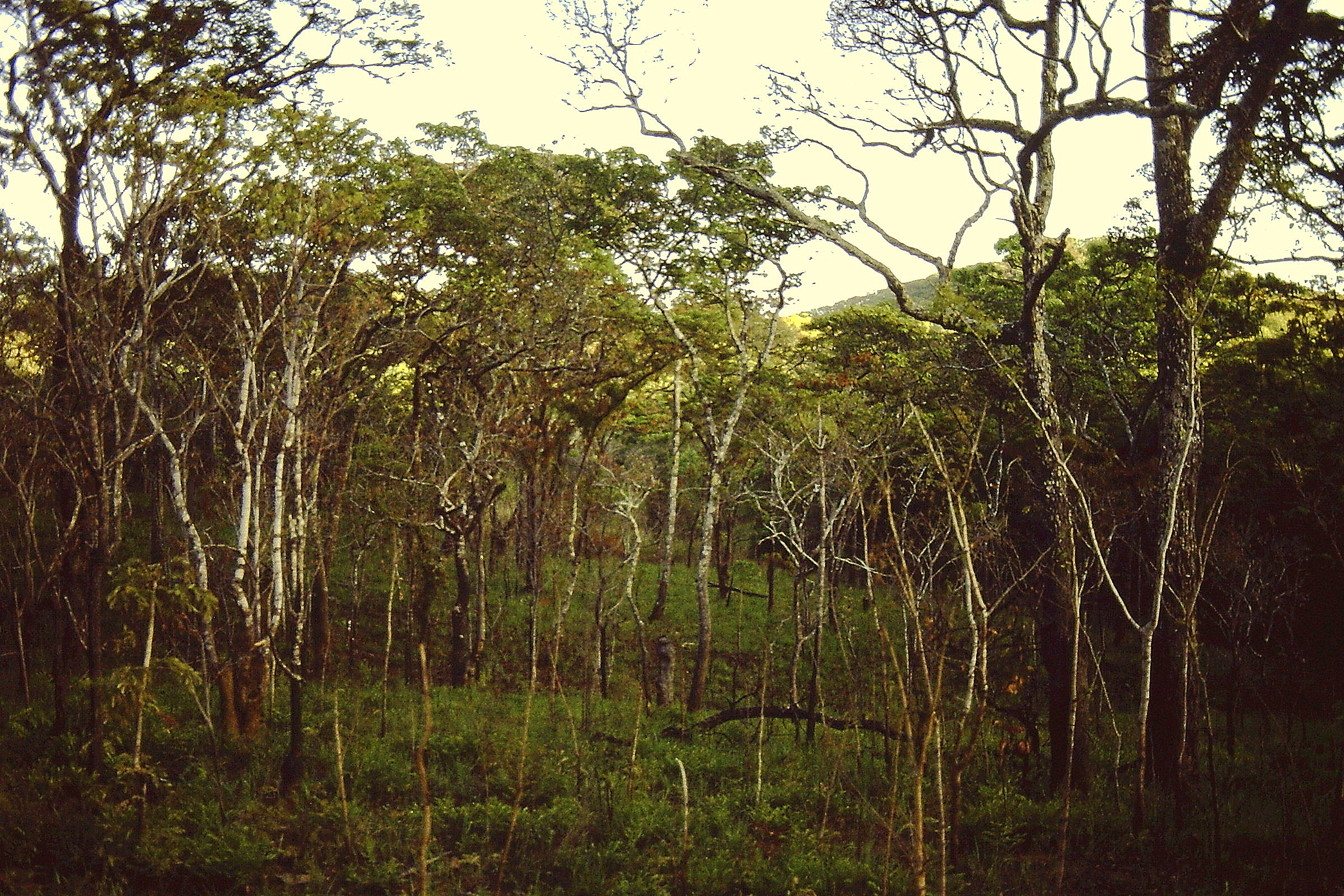
Boschi di miombo nell'altopiano del Niassa